# Anopheles vietnamensis
Anopheles vietnamensis este o specie de țânțari din genul Anopheles, descrisă de Nguyen Duc Manh, Tran Duc Hinh și Nguyen Tho Vien în anul 1993.
Este endemică în Vietnam. Conform Catalogue of Life specia Anopheles vietnamensis nu are subspecii cunoscute.